# Schloss Schwarzenfeld

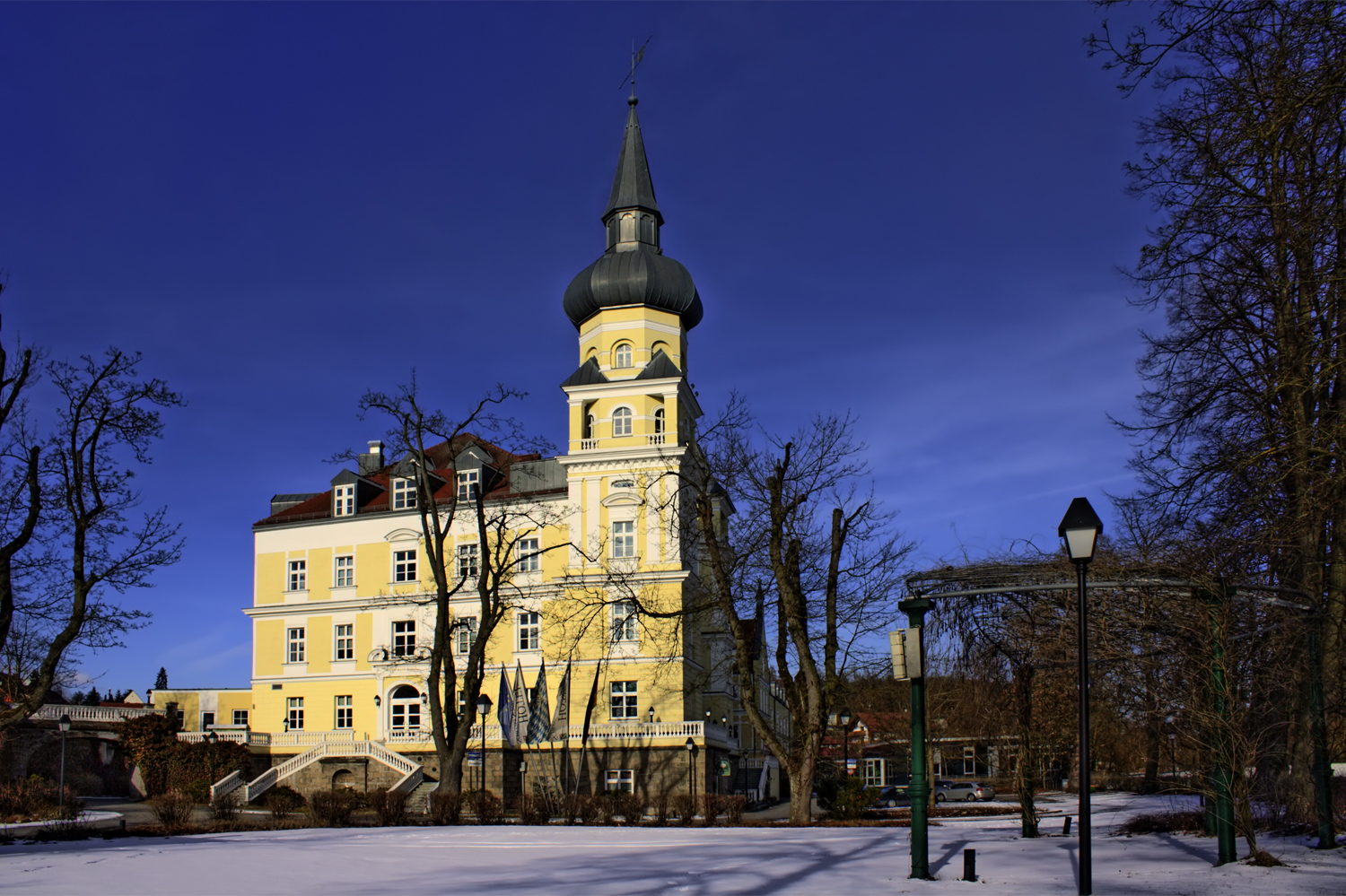
Schloss Schwarzenfeld

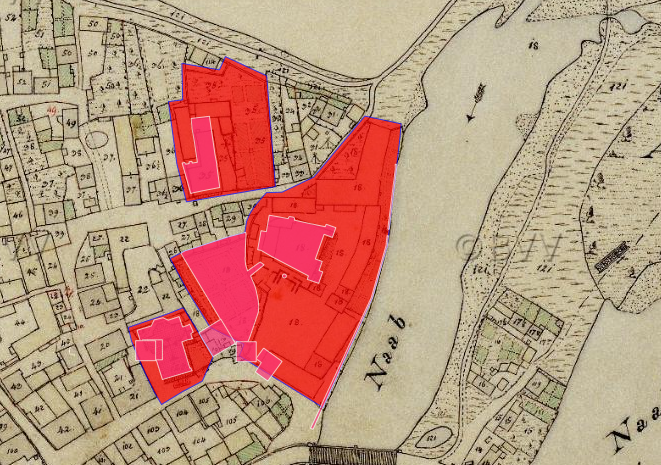
Lageplan von Schloss Schwarzenfeld auf dem Urkataster von Bayern

Das Schloss Schwarzenfeld ist ein Schloss im Markt Schwarzenfeld und war Sitz der Grafen von Holnstein aus Bayern. Es wurde im 14. Jahrhundert erbaut und erlangte im 19. Jahrhundert seine endgültige Form im Baustil des romantischen Historismus. Es ist das Wahrzeichen von Schwarzenfeld und unter der Aktennummer D-3-76-163-8 als Baudenkmal verzeichnet. „Archäologische Befunde des Mittelalters und der frühen Neuzeit im Bereich des ehem. Schlosses in Schwarzenfeld, darunter die Spuren von Vorgängerbauten bzw. älteren Bauphasen“ werden zudem als Bodendenkmal unter der Aktennummer D-3-6638-0176 geführt.

## Geschichte

### Die Anfänge bis 1945
Das Schloss wurde im Jahre 1372 von Conrad Pullenhofer erbaut und bewohnt, ehe es 1389 in den Besitz des Adelsgeschlechts der Plankenfelser überging. Diese erweiterten den eher unscheinbaren Bau und fügten im 15. Jahrhundert vier Türme hinzu. In den 1580er Jahren kauften die Herren Teuffel von Pirkensee Schwarzenfeld. Während des Dreißigjährigen Kriegs wurden Schloss und Ort verwüstet. Hierbei wurden wohl auch die vier Türme des Schlosses zerstört und seitdem nicht mehr aufgebaut. Ab 1654 war der kaiserliche Obrist Peter Pischer mit seiner Familie Herr in Schwarzenfeld. 1686 übernahm die freiherrliche Familie von Schneidau Schwarzenfeld als Gutsherrschaft.
Im Jahr 1707 zerstörte ein Brand das Schloss sowie die umliegenden Gebäude, so dass es vollständig neu an anderer Stelle errichtet werden musste. Auf die Grundmauern des alten Schlosses wurde ein neues Gebäude, „Plankenfelser Schlössl“ genannt, gebaut. Es wurde mit Treppengiebeln der damaligen Zeit angepasst. 1717 war Schwarzenfeld im Besitz der Familie von Wildenau. In der zweiten Generation verkaufte Maria Sara von Wildenau das Schloss 1794 an Max Joseph Graf von Holnstein aus Bayern (1760–1824). Der Graf baute es zu einem repräsentativen Landsitz um. Erbe war Karl Theodor Graf von Holnstein aus Bayern (1797–1857), der sich 1831 mit Caroline Freiin von Spiering auf Fronberg vermählte. Zu Beginn des 19. Jahrhunderts erhielt das Hauptgebäude durch die Entfernung der Treppengiebel zugunsten eines Walmdaches die jetzige Form. Es wurden ferner zwei kleine Türme mit Zwiebelspitze hinzugefügt. Ab 1857 wurde das Schloss von Graf Maximilian Karl Theodor von Holnstein bewohnt, der als Reichsrat, persönlicher Vertrauter und ab 1866 Oberststallmeister des bayerischen Königs Ludwig II. von Bayern eine wichtige Rolle in der damaligen Politik im Königreich Bayern spielte. 1867 heiratete Maximilian von Holnstein Maximiliane Freiin von Gumppenberg-Pöttmes (1850–1937). Maximilian von Holnstein galt als Freund Preußens und war an der Erstellung des sogenannten Kaiserbriefs, der Zustimmung König Ludwigs zur Gründung des deutschen Kaiserreichs im Jahr 1871, beteiligt. Er ließ den Schlossbau in den Jahren 1890 mit 1892 durch Julius Hofmann um das Nebengebäude und um die beiden Türme im Stile des damals populären Baustils des Historismus erweitern. Zeitweilig waren bis zu 160 Arbeiter am Umbau beteiligt, der dem Schloss nun sein endgültiges Aussehen gab. Dabei wurden auch umliegende Gebäude abgebrochen, um den Blick auf das Schloss freizugeben.
Kurz nach der Fertigstellung nutzte Graf von Holnstein das Schloss als Ruhesitz. Er erblindete 1893 und starb am 1. Februar 1895 im Schloss. Das Schloss ging auf seinen Sohn Ludwig Karl Graf von Holnstein aus Bayern (1868–1930) über und wurde von seiner Witwe Maximiliane von Holnstein und seinen Nachfahren bewohnt. Nach dem Auszug der Gräfin Maximiliane im Jahr 1907 blieb das Schloss bis auf kurzzeitige Verpachtungen lange ungenutzt. Wirtschafts- und Finanznöte zwangen Gräfin Maximiliane von Holnstein 1936, es an die Nationalsozialistische Volkswohlfahrt (NSV, Berlin) zu verkaufen. Nach anderen Quellen ging es 1935 an Markt Schwarzenfeld über.

### Nutzung nach 1945

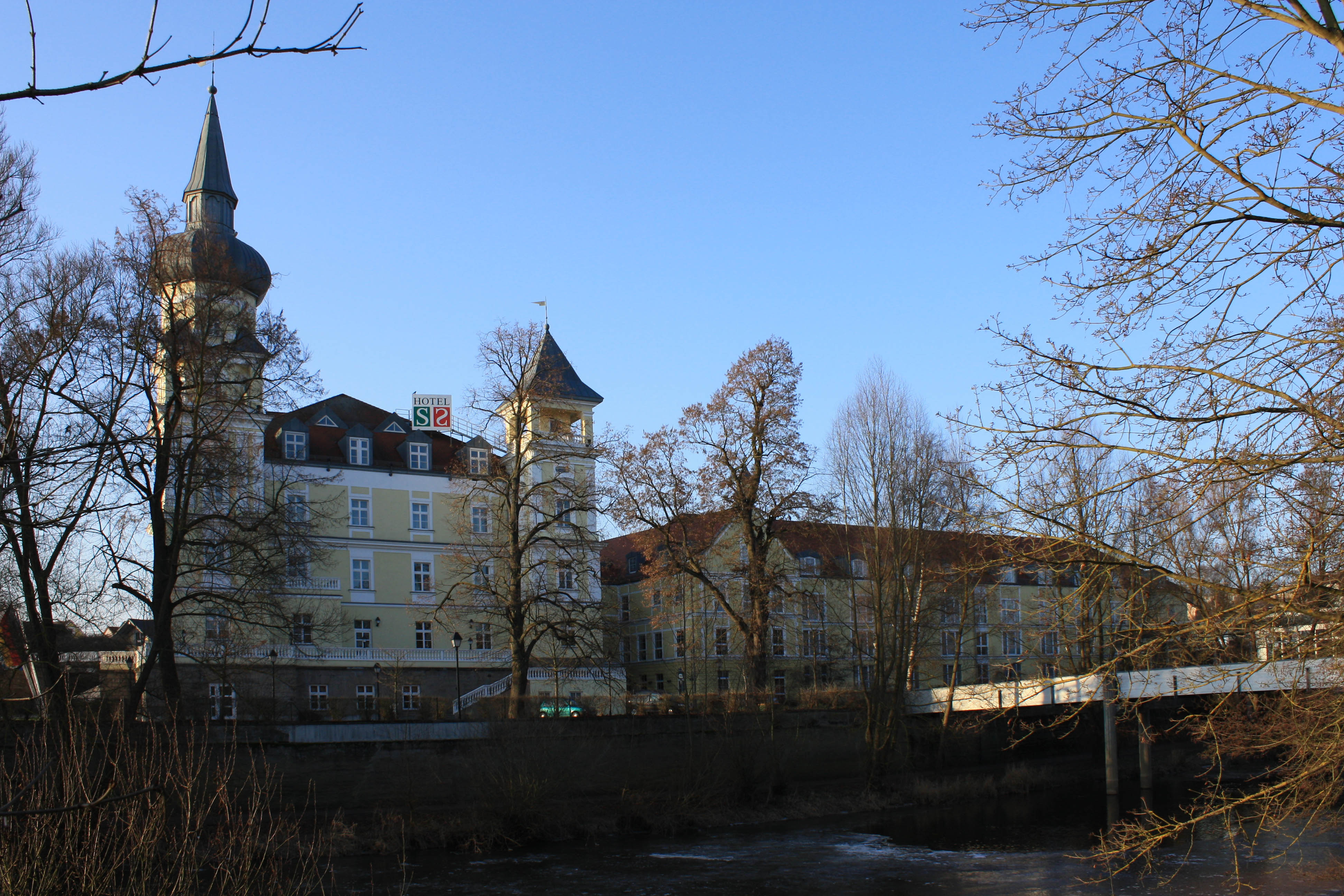
Das Schloss von Osten mit Hauptgebäude und Türmen (links) und dem Nebengebäude (rechts)

Nach dem Zweiten Weltkrieg diente das Schloss mehrere Jahre als Notunterkunft für Vertriebene und Flüchtlinge sowie als temporäre Unterbringung von Schulsälen und als Altersheim. Weitere Möglichkeiten, es langfristig zu nutzen, scheiterten über lange Zeit. Es wurde als Tanzlokal, Näherei und später als Reithalle genutzt.
Der Markt Schwarzenfeld ersteigerte 1954 das Grundstück mit der Prämisse, „das Schloss dem Markte als Wahrzeichen unserer Heimat zu erhalten und das äußere Erscheinungsbild nicht verändern zu lassen“. Versuche, das Schloss als Ämtergebäude für die Landpolizei oder das Bayerische Rote Kreuz zur Verfügung zu stellen, blieben ebenfalls ohne Erfolg. Durch diverse Zwangsversteigerungen wechselte es oft den Besitzer, ehe es 1979 als Diskothek umgebaut wurde.
In der Nacht vom 24. auf den 25. Juni 1982 brannte das Schloss vollständig aus, lag über viele Jahre als Bauruine brach und musste mehrmals saniert werden, um die Bausubstanz zu erhalten. 1995 wurde es an die Privatleute Christine Dobler geb. Hirmer und Hans Dobler aus Nabburg verkauft. Diese ließen das Schloss vollständig entkernen, renovieren und das Schloss zu einem Tagungshotel ausbauen, welches 1996 eröffnet wurde. Der Wirtschaftstrakt wurde durch einen ähnlichen Rückbau ersetzt. Das Tagungshotel trägt den Namen Hotel Schloss Schwarzenfeld.

## Das Hofmarkschloss
In Schwarzenfeld existierte früher auch das untergegangene Hofmarkschloss des Hammers Schwarzenfeld.